# 道格拉斯·约翰逊
道格拉斯·约翰逊 （1925年—2005年），是一个英国历史学家, 1925年出生于爱丁堡。他先后在蘭卡斯特的皇家文法学校、牛津大學伍斯特學院就读，主修历史专业。在学术领域他是一名法国历史学家；也是一名先在伯明翰大学，然后再伦敦大学学院任教的教授。
他的著作包括《法国及德雷福斯的事情》 （1966年）,《法国》（泰晤士及哈德孙出版公司的《民族和人民》系列，1969年）, 《欧洲的想法》 （与里夏尔·贺德克共著，1987年）等。自1983年其他担任杂志《现代法国的方塔纳历史》的总编。
作为一名亲法者，约翰逊的学术研究致力于提升法国和英国的关系。尽管政治地位总是一个谜，他也曾任职撒切尔夫人在关于法国事务上的顾问。
以他的名义出版的作品集《法国历史问题》由马丁·科尼可和瑟里·科洛斯利编辑而成，于2000年由帕尔格雷夫·麦克米兰出版社出版。